# بورخیماخی
بورخیماخی (به لاتین: Burkhimakhi) یک منطقهٔ مسکونی در روسیه است که در داغستان واقع شده‌است.